# Merlene Ottey
Merlene Ottey, née le 10 mai 1960 à Cold Spring, dans la paroisse de Hanover, est une athlète jamaïcaine, naturalisée slovène en 2003, spécialiste des épreuves de sprint.
Triple championne du monde en plein air (sur 200 m en 1993 et 1995, et en relais 4 × 100 m en 1991) et triple championne du monde en salle (sur 200 m en 1989 et 1991, et sur 60 m en 1995), Merlene Ottey n'a jamais obtenu la consécration olympique, bien qu'elle ait remporté neuf médailles dans cette compétition.
Elle détient ou a détenu plusieurs records : le record du monde en salle du 200 m (21 s 87), l'athlète médaillée la plus âgé (40 ans aux Jeux olympiques en 2000), la plus médaillée en compétition internationale (30), ainsi que la plus médaillée en championnat du monde en plein air (record battu en 2017 par Allyson Felix avec 16). 
Elle est descendue sous les 11 secondes sur 100 m au cours de quatorze saisons d'athlétisme, la première fois en 1985 à l'âge de 24 ans, la dernière en 2000 à l'âge de 40 ans. Ses résultats et sa longévité lui ont valu le surnom de « Reine de la piste ».

## Biographie et carrière sportive
Ottey est la quatrième des enfants d'Hubert et Joan Ottey de Cold Spring, Hanover. Elle fut initiée au sport par sa mère qui lui acheta un manuel d'athlétisme. Dans ses jeunes années, pendant ses études, elle participait souvent pieds nus à des courses locales.

### Débuts
Son inspiration lui vint en écoutant les retransmissions des Jeux olympiques d'été de 1976 à Montréal lorsque son compatriote Don Quarrie courait les finales du 100 et 200 m. Sa carrière d'athlète commença lorsqu'elle émigra en 1976 aux États-Unis pour suivre les cours de l'Université du Nebraska où elle rejoint l'équipe d'athlétisme. Elle représentait la Jamaïque aux Jeux panaméricains de 1979 y gagnant la médaille de bronze sur 200 m. Elle obtint son diplôme de Bachelor of Arts et se maria avec Nathaniel Page, un athlète, en 1984. Le couple divorça plus tard en 1987.

#### Première médaille aux Jeux olympiques (1980)
Aux Jeux olympiques de 1980 à Moscou, Merlene Ottey devint la première athlète anglophone des Caraïbes à conquérir une médaille olympique, décrochant la médaille de bronze sur le 200 m, en 22 s 20. De retour en Jamaïque, elle se vit décerner les titres d'Officer of the Order of Nation et l'Order of Distinction pour les services rendus.
Aux Jeux du Commonwealth de 1982, Ottey gagna la médaille d'or sur 200 m et l'argent sur 100 m. Près de dix ans plus tard, aux Jeux du Commonwealth de 1990, elle remporta l'or dans les deux disciplines. Après sa victoire aux championnats du monde de 1993, elle fut nommée ambassadeur de Jamaïque. Elle a également été désignée quinze fois sportive jamaïcaine de l'année entre 1979 et 1997.
Tout au long de sa carrière, elle a remporté neuf médailles olympiques, un record dans l'histoire de l'athlétisme féminin[réf. souhaitée]. Cela inclut trois médailles d'argent et six de bronze. Même si elle détient le record de médailles olympiques gagnées, elle n'a jamais remporté de titre olympique, le manquant parfois pour un centième de seconde.
Elle a remporté 14 médailles lors des championnats du monde, plus que n'importe quel autre athlète masculin ou féminin. Pourtant son manque de titres remportés dans les grandes compétitions internationales lui valut le surnom de Reine de bronze sur le circuit. Elle a gagné trois médailles d'or, trois d'argent et huit de bronze sur le relais 4 × 100 m, le 100 m et le 200 m.

### « La Reine de Bronze » rarement couverte d'or
Merlene Ottey est célèbre pour son manque de réussite lors des finales internationales. Pourtant 37 fois médaillée en Championnats, la Jamaïcaine a plusieurs fois laissé passer de grands titres, mondiaux ou olympiques, parfois pour si peu. C'est à 31 ans que Merlene Ottey a obtenu son premier titre mondial... mais pas en individuel. En finale du 4 × 100 m des championnats du monde de Tokyo, elle profitait d'un mauvais passage de témoin de l'équipe d'Allemagne pour remporter la course avec la Jamaïque.
La chance ne lui sourit pas aux Jeux olympiques d'été de 1992 à Barcelone : très mal partie en finale du 100 m, Ottey finissait cinquième en 10 s 88 (seulement à 6 centièmes de la championne olympique Gail Devers). Sur 200 m, elle sortait en tête dans la dernière ligne droite mais ne pouvait résister au finish de Gwen Torrence (USA) et de Juliet Cuthbert (JAM), pour ne prendre que la médaille de bronze.
Aux mondiaux de Stuttgart en 1993, en finale du 100 m, après un départ canon de Gail Devers, Merlene Ottey revenait comme une bombe sur sa rivale américaine, les deux jeunes femmes se jetaient en même temps sur la ligne d'arrivée. Mais, pourtant créditée du même temps (10 s 82), le titre revenait à Devers pour quelques millièmes de secondes... Le 200 m fut la consécration : menacée par Gwen Torrence, championne olympique en titre, la Russe Irina Privalova et la championne olympique française du 400 m Marie-José Pérec, Merlene Ottey n'avait pas la tâche facile. Partie superbement, elle allait au bout de son effort résistant au finish de Gwen Torrence. En 21 s 98 et à 33 ans, Merlene Ottey remportait enfin un championnat du monde.
Elle conserva son titre deux ans plus tard à Göteborg dans des conditions insolites. Dominée sur 100 m par Gwen Torrence, elle était de même dominée par l'Américaine en finale du 200 m. Vainqueur en 21 s 77, Torrence était finalement disqualifiée pour avoir mordu sur le couloir adjacent. Merlene Ottey fut donc déclarée vainqueur en 22 s 12.

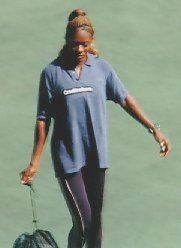
Merlene Ottey à Cologne en 1997

La dernière chance de médaille olympique pour Merlene Ottey se présenta aux Jeux d'Atlanta. Elle connaissait la même mésaventure qu'à Stuttgart sur 100 m : partie derrière Gail Devers, elle revenait sur la fin, mais, était devancée aux millièmes par l'Américaine (10 s 94). Sur 200 m, Merlene Ottey, pourtant en tête en sortie de virage, succombait face à la Française Marie-José Pérec, en échouant dans sa quête de l'or olympique (22 s 12 contre 22 s 24).
En 1997, aux mondiaux d'Athènes, Merlene Ottey semblait être en mesure de battre Marion Jones, nouvelle égérie du sprint mondial. La poisse continuait pour la Jamaïcaine qui n'entendit pas le rappel du faux départ en finale du 100 m et parcourait 50 m en sprint. Elle termina septième de cette finale en se relevant complètement dans les derniers mètres. Sur le 200 m, après avoir battu la meilleure performance mondiale en demi-finale (22 s 26), elle était battue par l'Ukrainienne Zhanna Pintusevich et la Sri Lankaise Susanthika Jayasinghe et terminait troisième en 22 s 40.

### Controverses (dopage en 1999, sélection à Sydney 2000)
En 1999, lors d'un meeting à Lucerne, en Suisse, un échantillon d'urine la révéla positive à un stéroïde anabolisant, la nandrolone. L'échantillon « B » confirmant la première analyse, elle fut suspendue par l'IAAF, ce qui l'empêchait de participer aux championnats du monde de Séville et aux jeux de Sydney.
Ottey combattit la sanction, prétextant une terrible erreur et qu'elle était totalement innocente. À l'été 2000, peu avant les jeux de Sydney, elle fut disculpée de toutes les charges retenues par l'IAAF. Le laboratoire qui avait fait les expertises fut sévèrement critiqué.
En Jamaïque, lors des qualifications pour les Jeux olympiques, elle ne se plaça qu'à une décevante quatrième place. En accord avec les règles de la fédération, seuls les trois premiers des qualifications étaient éligibles pour les jeux, elle ne fut que repêchée pour participer au relais 4 × 100 m. Ottey demanda alors à remplacer une autre athlète, une faveur qui avait déjà été accordée à d'autres par le passé. La décision de la fédération jamaïcaine de remplacer Peta-Gaye Dowdie par Ottey causa une large controverse. Les camarades de club de Dowdie et de nombreux Jamaïcains pensèrent qu'elle avait forcé sa participation dans l'équipe et fut considérée comme une icône vieillissante essayant de garder son rang en usurpant la place d'une jeune athlète douée. Le champion olympique du 400 m, Gregory Haughton, menait la protestation au village olympique pour évincer Ottey. L'affaire se termina quand le CIO menaça d'exclure les Jamaïcains des jeux.
Aux Jeux olympiques de Sydney, Ottey termina quatrième du 100 m, battue pour la médaille de bronze par sa jeune compatriote Tayna Lawrence. La course fut remportée par Marion Jones en 10 s 75, suivie par Ekaterini Thanou en 11 s 12. Avec un temps de 11 s 18, Lawrence battit Ottey pour un centième. Mais, à la suite des aveux de dopage de l'américaine Marion Jones en 2007, Merlene put décrocher la médaille de bronze sept ans après la finale courue. Dans le relais 4 × 100 m, la Jamaïque composée de Lawrence, Veronica Campbell, Beverly McDonald et Ottey conquit la médaille d'argent, la huitième médaille olympique pour Merlene Ottey, le record pour une athlète féminine.
À la suite de toute la controverse durant ces jeux, Ottey décida de ne plus courir une seule course pour la Jamaïque après Sydney car elle estimait que les Jamaïcains essayaient de la sortir du sport et elle voulait prouver que même âgée de quarante ans, elle pouvait toujours courir.

### Passage aux couleurs de la Slovénie (depuis 2003)

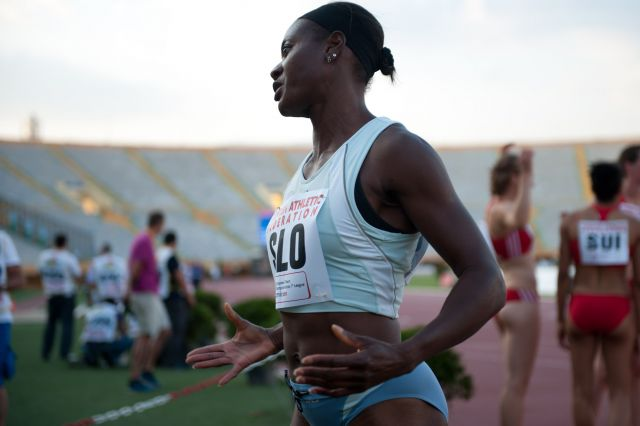
Merlene Ottey dispute en 2011 à 51 ans les Championnats d'Europe par équipes sous les couleurs de la Slovénie.

En 1998, Ottey déménagea en Slovénie et commença à s'y entraîner avec l'entraîneur Srđan Đorđević. Elle représentait toujours la Jamaïque, mais en mai 2002, le jour de ses 42 ans, elle prit la nationalité slovène. Elle réside désormais à Ljubljana et court pour son nouveau pays dans les épreuves internationales.

#### De la médaille mondiale en salle à 43 ans aux Championnats d'Europe (2003 - 2006)
Elle a couru pour la première fois pour la Slovénie lors des championnats du monde en salle 2003 où elle prit la médaille de bronze en finale du 60 m à 43 ans. Aux mondiaux de Paris-Saint-Denis, elle manquait de peu la finale du 100 m, tout comme aux Jeux Olympiques d'Athènes en 2004.
Lors de ces Jeux, Merlene Ottey, 44 ans, se blessait et abandonnait en demi-finale du 200 m.
On croyait alors sa carrière terminée.
Mais, âgée de 46 ans, elle continua la compétition et participa aux championnats d'Europe d'athlétisme de 2006 à Göteborg.
Elle franchissait brillamment le cap du premier tour, avant d'échouer de peu en demi-finale, en prenant la cinquième place. Elle remporta cette même année le meeting de Glasgow en 11 s 34.

#### Dernières sélections internationales (2010 - 2012)
Le 13 juillet 2010 à Novo Mesto en Slovénie, elle court un 100 m en 11 s 67 à l'âge de 50 ans. Elle représente la Slovénie au relais 4 × 100 m féminin des championnats d'Europe de Barcelone à l'âge de 50 ans, soit plus de 30 ans après ses débuts à Moscou en 1980. Le 31 juillet 2010, le relais slovène termine 7e en demi-finale du 4 × 100 m avec un temps de 44 s 30 entraînant leur élimination des championnats d'Europe d'athlétisme.
En août 2011, lors du meeting de Ljubljana, elle rate sa dernière chance de participer aux Mondiaux de Daegu. Avec le relais 4 × 100 m slovène, elle échoue à 76 centièmes des minima fixés à 44 secondes. Le 24 septembre 2011, alors âgée de 51 ans, elle termine 4e du meeting de Varsovie en 11 s 84.
En 2012, à 52 ans, elle prend encore part aux championnats d'Europe d'athlétisme avec le relais slovène. Celui-ci termine 6e en série et ne parvient pas à se qualifier pour la finale. Elle est tout de même ovationnée par le public et félicitée par Christine Arron. En revanche, le relais slovène n'ira pas aux JO de Londres. Elle réalisera cette même année 11 s 82 sur 100 mètres.

## L'après-carrière
Si Merlene Ottey n'a jamais publiquement annoncé sa retraite sportive, elle n'a plus concouru depuis 2012. Depuis 2014, elle vit en Suisse où elle ne pratique aucune activité (ni sportive, ni professionnelle) mais aimerait revenir dans le monde de l'athlétisme et entraîner des athlètes.

## Vie privée
Deux cousines de Merlene, Marsha et Tamara Ottey, ont été assassinées à Toronto en août 1995, à l'âge de 19 et 16 ans par le petit ami de Marsha, Rohan Ranger, et le cousin de celui-ci, Adrian Kinhead.
Après s'être mariée avec Nathaniel Page en 1984, elle divorce et part vivre et s'entraîner en Italie. Elle a été un temps la compagne de Stefano Tilli, un sprinteur italien.

## Palmarès
| Date                     | Compétition                       | Lieu                     | Résultat                 | Épreuve                  | Temps                    |
| Représentant la Jamaïque | Représentant la Jamaïque          | Représentant la Jamaïque | Représentant la Jamaïque | Représentant la Jamaïque | Représentant la Jamaïque |
| ------------------------ | --------------------------------- | ------------------------ | ------------------------ | ------------------------ | ------------------------ |
| 1979                     | Jeux panaméricains                | San Juan                 | 3e                       | 200 m                    | 22 s 79                  |
| 1979                     | Jeux panaméricains                | San Juan                 | 2e                       | 4 x 100 m                | 44 s 18                  |
| 1980                     | Jeux olympiques                   | Moscou                   | 3e                       | 200 m                    | 22 s 20                  |
| 1980                     | Jeux olympiques                   | Moscou                   | 6e                       | 4 x 100 m                | 43 s 19                  |
| 1982                     | Jeux du Commonwealth              | Brisbane                 | 2e                       | 100 m                    | 11 s 03                  |
| 1982                     | Jeux du Commonwealth              | Brisbane                 | 1re                      | 200 m                    | 22 s 19                  |
| 1982                     | Jeux du Commonwealth              | Brisbane                 | 3e                       | 4 × 100                  | 43 s 69                  |
| 1983                     | Championnats du monde             | Helsinki                 | 4e                       | 100 m                    | 11 s 19                  |
| 1983                     | Championnats du monde             | Helsinki                 | 2e                       | 200 m                    | 22 s 19                  |
| 1983                     | Championnats du monde             | Helsinki                 | 3e                       | 4 × 100 m                | 42 s 73                  |
| 1984                     | Jeux olympiques                   | Los Angeles              | 3e                       | 100 m                    | 11 s 16                  |
| 1984                     | Jeux olympiques                   | Los Angeles              | 3e                       | 200 m                    | 22 s 09                  |
| 1984                     | Jeux olympiques                   | Los Angeles              | 8e                       | 4 x 100 m                | 53 s 54                  |
| 1987                     | Championnats du monde en salle    | Indianapolis             | 4e                       | 60 m                     | 7 s 13                   |
| 1987                     | Championnats du monde en salle    | Indianapolis             | 2e                       | 200 m                    | 22 s 66                  |
| 1987                     | Championnats du monde             | Rome                     | 3e                       | 100 m                    | 11 s 04                  |
| 1987                     | Championnats du monde             | Rome                     | 3e                       | 200 m                    | 22 s 06                  |
| 1988                     | Jeux olympiques                   | Séoul                    | 4e                       | 200 m                    | 21 s 99                  |
| 1989                     | Championnats du monde en salle    | Séville                  | 3e                       | 60 m                     | 7 s 10                   |
| 1989                     | Championnats du monde en salle    | Séville                  | 1re                      | 200 m                    | 22 s 34                  |
| 1990                     | Jeux du Commonwealth              | Auckland                 | 1re                      | 100 m                    | 11 s 02                  |
| 1990                     | Jeux du Commonwealth              | Auckland                 | 1re                      | 200 m                    | 22 s 76                  |
| 1991                     | Championnats du monde en salle    | Séville                  | 2e                       | 60 m                     | 7 s 08                   |
| 1991                     | Championnats du monde en salle    | Séville                  | 1re                      | 200 m                    | 22 s 24                  |
| 1991                     | Championnats du monde             | Tokyo                    | 3e                       | 100 m                    | 11 s 06                  |
| 1991                     | Championnats du monde             | Tokyo                    | 3e                       | 200 m                    | 22 s 21                  |
| 1991                     | Championnats du monde             | Tokyo                    | 1re                      | 4 × 100 m                | 41 s 94                  |
| 1992                     | Jeux olympiques                   | Barcelone                | 5e                       | 100 m                    | 10 s 88                  |
| 1992                     | Jeux olympiques                   | Barcelone                | 3e                       | 200 m                    | 22 s 09                  |
| 1993                     | Championnats du monde             | Stuttgart                | 2e                       | 100 m                    | 10 s 82                  |
| 1993                     | Championnats du monde             | Stuttgart                | 1re                      | 200 m                    | 21 s 98                  |
| 1993                     | Championnats du monde             | Stuttgart                | 3e                       | 4 × 100 m                | 41 s 94                  |
| 1995                     | Championnats du monde en salle    | Barcelone                | 1re                      | 60 m                     | 6 s 97                   |
| 1995                     | Championnats du monde             | Göteborg                 | 2e                       | 100 m                    | 10 s 94                  |
| 1995                     | Championnats du monde             | Göteborg                 | 1re                      | 200 m                    | 22 s 12                  |
| 1995                     | Championnats du monde             | Göteborg                 | 2e                       | 4 × 100 m                | 42 s 25                  |
| 1996                     | Jeux olympiques                   | Atlanta                  | 2e                       | 100 m                    | 10 s 94                  |
| 1996                     | Jeux olympiques                   | Atlanta                  | 2e                       | 200 m                    | 22 s 24                  |
| 1996                     | Jeux olympiques                   | Atlanta                  | 3e                       | 4 x 100 m                | 42 s 24                  |
| 1997                     | Championnats du monde             | Athènes                  | 7e                       | 100 m                    | 11 s 29                  |
| 1997                     | Championnats du monde             | Athènes                  | 3e                       | 200 m                    | 22 s 40                  |
| 2000                     | Jeux olympiques                   | Sydney                   | 3e                       | 100 m                    | 11 s 19                  |
| 2000                     | Jeux olympiques                   | Sydney                   | 2e                       | 4 x 100 m                | 42 s 13                  |
| 2001                     | Championnats du monde             | Edmonton                 | 3e                       | 4 x 100 m                | 42 s 41                  |
| Représentant la Slovénie |                                   |                          |                          |                          |                          |
| 2003                     | Championnats du monde en salle    | Birmingham               | 3e                       | 60 m                     | 7 s 20                   |
| 2003                     | Championnats du monde             | Paris                    | 8e                       | 100 m                    | 11 s 26                  |
| 2004                     | Championnats du monde en salle    | Budapest                 | sf                       | 60 m                     | 7 s 21                   |
| 2004                     | Jeux olympiques                   | Athènes                  | sf                       | 100 m                    | 11 s 21                  |
| 2004                     | Jeux olympiques                   | Athènes                  | sf                       | 200 m                    | DNF                      |
| 2006                     | Championnats d'Europe             | Göteborg                 | sf                       | 100 m                    | 11 s 44                  |
| 2007                     | Championnats d'Europe en salle    | Birmingham               | s                        | 60 m                     | 7 s 33                   |
| 2007                     | Championnats du monde             | Osaka                    | s                        | 100 m                    | 11 s 64                  |
| 2010                     | Championnats d'Europe             | Barcelone                | s                        | 4 x 100 m                | 44 s 30                  |
| 2011                     | Championnats d'Europe par équipes | Izmir                    | —                        | 4 x 100 m                | DQ                       |
| 2012                     | Championnats d'Europe             | Helsinki                 | s                        | 4 x 100 m                | 44 s 28                  |

## Records
| Épreuve   | Épreuve | Performance  | Lieu      | Date              |
| --------- | ------- | ------------ | --------- | ----------------- |
| Plein air | 100 m   | 10 s 74      | Milan     | 7 septembre 1996  |
| Plein air | 200 m   | 21 s 64 (NR) | Bruxelles | 13 septembre 1991 |
| Salle     | 60 m    | 6 s 96 (NR)  | Madrid    | 14 février 1992   |
| Salle     | 200 m   | 21 s 87 (WR) | Liévin    | 13 février 1993   |